# 段嶺村
段嶺村（だみねむら）は、愛知県北設楽郡にかつて存在した村。
現在の設楽町南西部に該当する。
豊川（寒狭川）と支流（当貝津川、栗島川など）の上流の山間部の村であり、林業が盛んであった。

## 歴史
- 江戸時代、この地域は三河国設楽郡であり、天領、挙母藩領、寺社領などであった。
- 1878年（明治11年）7月22日 - 郡区町村編制法施行に伴い、設楽郡が南設楽郡と北設楽郡に分割される。
- 1878年（明治11年） -
  - 上西田内村と下西田内村が合併し、田内村となる。
  - 筒井村、折立村、栗島村が合併し、三都橋村となる。
  - 笠井島村と桑平新田が合併し、豊邦村となる。
- 1889年（明治22年）10月1日 - 松戸村、田峯村、田内村、三都橋村、豊邦村が合併し、段嶺村となる。
- 1897年（明治30年）3月29日 - 段嶺村大字松戸が田口村に編入される。
- 1956年（昭和31年）9月30日 - 田口町、段嶺村、名倉村、振草村の一部[2]が合併し、設楽町となる。

## 交通機関
- 田口鉄道[3]（のち豊橋鉄道）
  - 田峰駅
- 田峯森林鉄道栃洞線・鰻沢線

## 教育
- 段嶺村立豊邦小学校（1997年に清崎小学校〔旧田口町立〕、三都橋小学校と統合。現・設楽町立清嶺小学校）
- 段嶺村立三都橋小学校（1997年に清崎小学校、豊邦小学校と統合。現・設楽町立清嶺小学校）
- 段嶺村立田峯小学校（現・設楽町立田峯小学校）
- 段嶺村立裏谷小学校（1979年に田峰小学校裏谷分校。1997年廃校）
- 田口町・段嶺村組合立清嶺中学校（2001年に田口中学校、名倉中学校と統合。現・設楽町立設楽中学校）

## 神社・仏閣
- 田峯観音（高勝寺）
- 幸秀寺
- 日光寺